# Monte Sibilla
Il Monte Sibilla è un rilievo montuoso (2.175 m.) del gruppo appenninico dei Sibillini. Prende il nome dalla Sibilla Appenninica, mitica abitatrice dell'omonima grotta (situata nei pressi della sommità), che da secoli vela l'altura di un'aura di leggenda e mistero. Amministrativamente è situato nel comune di Montemonaco e per una parte in quello di Montefortino, rispettivamente appartenenti alle province di Ascoli Piceno e Fermo, tutto il territorio è situato nel Parco Nazionale dei Monti Sibillini. Sul monte è presente anche il Rifugio Sibilla.

## Descrizione

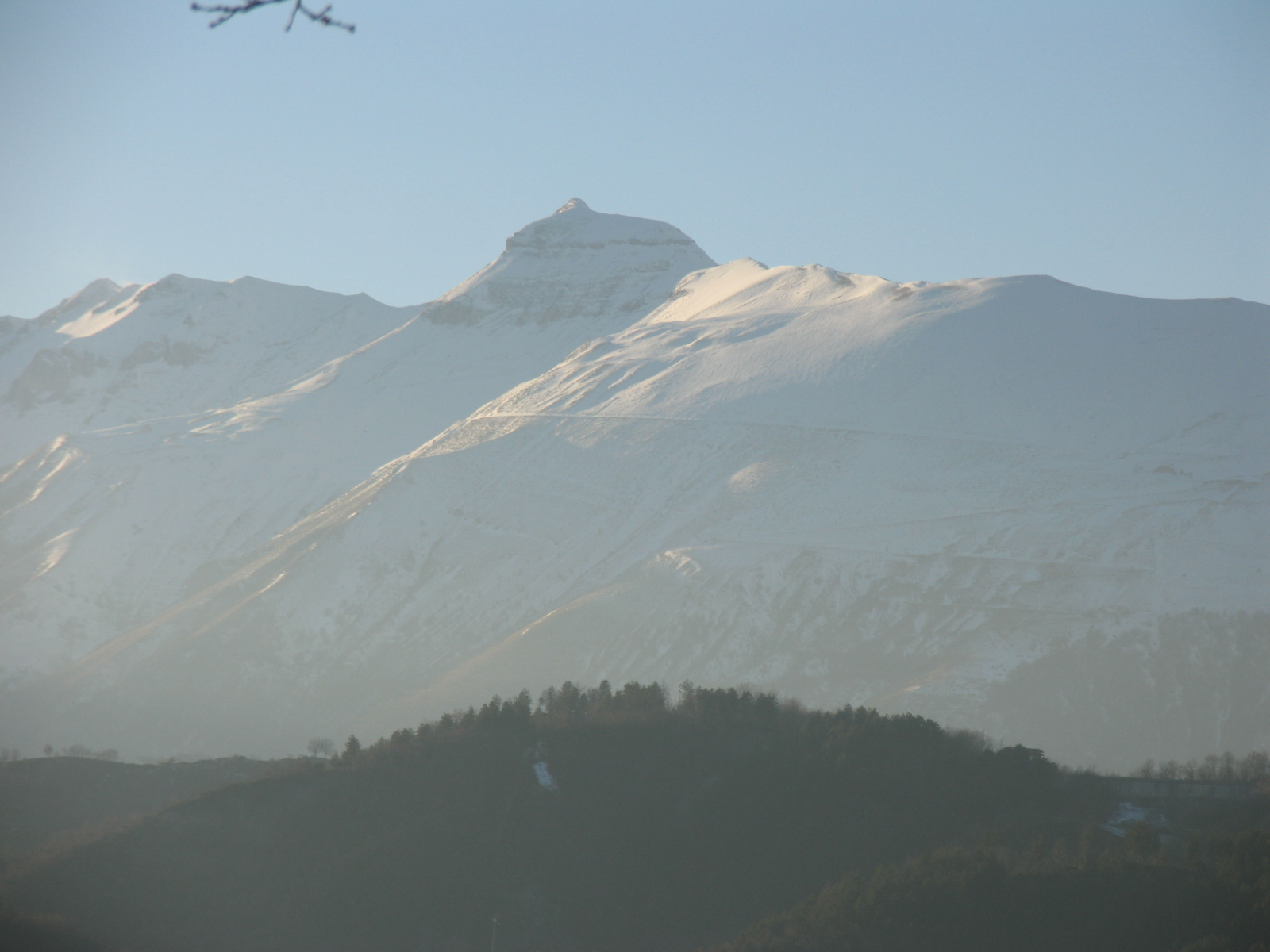
Monte Sibilla in inverno con attorno gli altri monti Sibillini

### Geologia
All'inizio del Giurassico nella tipica piattaforma carbonatico-marina si depositavano le formazioni di Calcare massiccio, dando origine ad una formazione rocciosa che verso la fine del Lias iniziò a sprofondare a causa della deriva dei continenti. Tra il Cretaceo medio e l'Eocene ha iniziato a depositarsi la scaglia rosata con la sua componente calcareo marnosa. Fu nella fase finale del Pleistocene medio, all'emergere definitivo delle montagne appenniniche, che il Sibilla assunse la sua forma attuale. La sommità del monte è circondata da roccia rosata scoscesa che, formando una sorta di muro di cinta, le ha fatto assumere la forma di una caratteristica "corona".

### Storia e leggenda
Il rilievo montuoso deve il suo alone di mistero alla leggenda della Sibilla, figura mitologica che abitava la grotta omonima, un antro che si apre in un varco roccioso vicino alla cima posta a 2173 m s.l.m.
Il monte fu sede infatti di culto pagano ed orgiastico di Cibele, la grande Madre degli dei, culto che si diffuse all'epoca di Claudio. Con l'avvento del Cristianesimo al posto di Cibele subentrò il culto della Sibilla che una tradizione ancora in uso nel XIV secolo identifica come la Sibilla Cumana. Studi più recenti la classificano come Sibilla Appenninica, non citata nell'elenco delle undici dello scrittore reatino Marco Terenzio Varrone. Passando attraverso una lenta e progressiva trasformazione della figura della Sibilla si arrivò alla fata Alcina ed alla sua corte. 
Andrea da Barberino, con la pubblicazione del suo libro Il Guerrin Meschino, contribuì alla divulgazione della leggenda della Sibilla, narrando infatti di un cavaliere errante che si recò dalla maga per ritrovare i suoi genitori; per un anno, soggiornò nell'antro e resistette, con tutte le sue forze, alle tentazioni invocando il nome di Gesù Nazareno. 

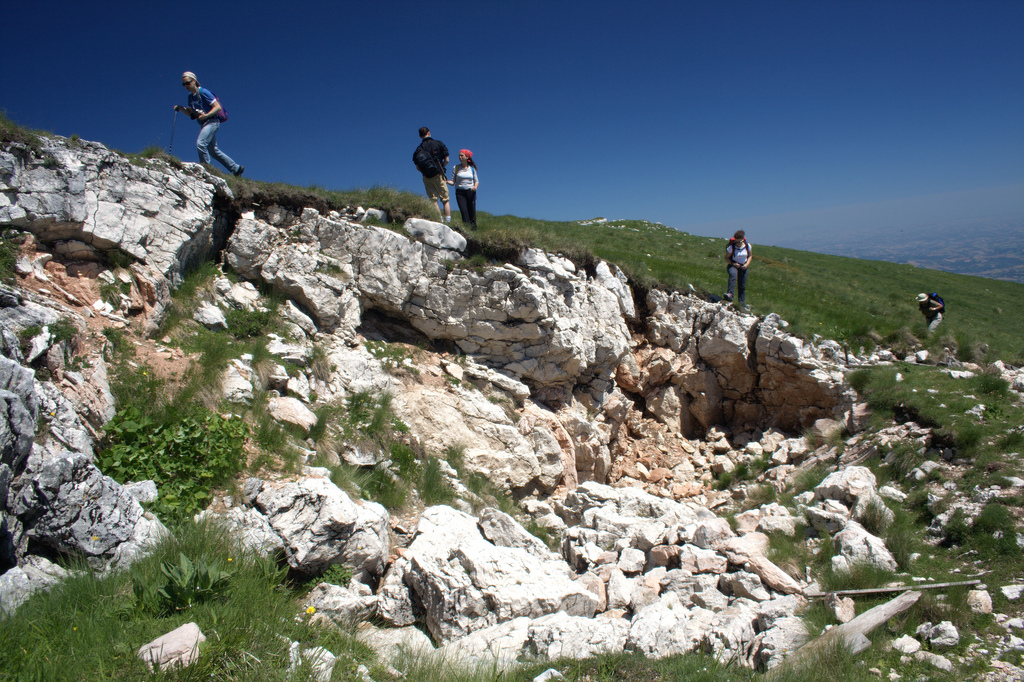
Grotta della Sibilla

Anche il francese Antoine de la Sale arricchì, con un racconto dettagliato, la storia, la natura dei luoghi e la conoscenza dei monti Sibillini, compilando un'accurata pianta topografica della Grotta della Sibilla, che è attualmente conservata alla Biblioteca Nazionale di Parigi, descrivendo uno spazio ampio e circondato da sedili scavati nella roccia "intalieux tout entour". Le informazioni, spesso, erano tramandate oralmente e ricche di imprecisioni. Nel maggio del 1420, Antoine de la Sale scalò la cima del Monte Sibilla, incamminandosi da Montemonaco. Raccontò l'esperienza nel suo Le Paradis de la Reine Sibylle (Il paradiso della Regina Sibilla), contenuto nel libro "la Salade", descrivendo la vita e le abitudini dei valligiani dell'Appennino del XV secolo.
La leggenda originaria fu rielaborata anche nel XIX secolo da Richard Wagner nel suo Tannhäuser. Sibilla è anche il titolo di un importante poema drammatico di Giulio Aristide Sartorio.